# Реттигова, Магдалена Добромила
Магдалена Добромила Реттигова, чеш. Magdalena Dobromila Rettigová (урождённая Магдалена Артман, нем. Magdalena Artmann) (31 января 1785, Вшерадице — 5 августа 1845, Лайтомишль, Богемия, Австрийская империя) — чешский прозаик. Одна из первых чешских поэтесс. Активист чешского национального движения.
В 2005 году вошла в список 100 величайших чехов.

## Биография
Дочь бургграфа. Воспитывалась в немецкоговорящей среде. После смерти отца в 1792 году переехала с матерью в Прагу. Окончила немецкую школу в Пльзене. В 1804 познакомилась с работником адвокатской конторы Яном Алоизом Судиправом Реттигом, сыном немца и чешки, активистом чешского национального движения, будителем. В 1808 вышла за него замуж.
Жила в Горжовице, Усти-над-Орлици (1819—1824), Рихнове-над-Кнежноу (1824—1834) и Литомишле (1834—1845), где участвовала в работе женских образовательных обществ. В Литомишле организовала школу домоводства и кулинарии для девушек, в которой также прививались навыки в науке и этикете.

## Творчество
До знакомства с будущим мужем не говорила по-чешски. Первые литературные опыты (на немецком языке) относятся к 1810 году.
В 1819 году, под влиянием мужа и друзей литературного круга, начала писать по-чешски. В 1820 году в журнале «Доброслав» было опубликовано её стихотворение «Яблочки», подписанное Магдаленой Добромилой Реттиговой. Через год вышел первый сборник рассказов Реттиговой, за ним последовали другие. Печаталась в различных журналах и альманахах («Dobroslav», «Čechoslav», «Poutník slovanský», «Milozor», «Milina» и др.).
Подлинную славу М. Реттиговой принесла изданная в 1826 году книга поваренных рецептов «Домашняя кухарка, или Трактат о мясных и постных блюдах для дочерей чешских и моравских» («Domácí kuchařka aneb Pojednání o masitých a postních pokrmech pro dcerky české a moravské»), содержавшая около тысячи традиционных рецептов чешской кухни. Популярность книги, ставшей фундаментальным произведением чешской гастрономии, была огромной. Этой книгой писательница стремилась разбудить национальные чувства соотечественниц из семей среднего достатка, составлявших в то время большую часть национального движения, а также повысить уровень знания ими чешского языка, особенно тех из них, кто совсем не умел читать по-чешски.
В 1843 издала книгу «Кофе и всё, что есть сладкого» («Kafíčko a vše, co je sladkého»).
Автор стихов, повестей и пьес в стилях бидермейер и сентиментализм.

### Избранные произведения
- Domácí kuchařka
- Sbírka rozličných myšlenek
- Chudobičky
- Kafíčko
- Bílá růže
- Mařenčin košíček
- Domácí kuchařka

## Память
В 2010 году почта Чехии выпустила марку, посвящённую Магдалене Добромиле Реттиговой.